# Parignargues
Parignargues là một xã trong vùng Occitanie. Xã Parignargues nằm ở khu vực có độ cao trung bình 131 mét trên mực nước biển.